# Parc départemental de la Bergère
Le parc de la Bergère est un espace vert public de 15 hectares situé dans la commune de Bobigny, bordé par le canal de l'Ourcq.

## Présentation

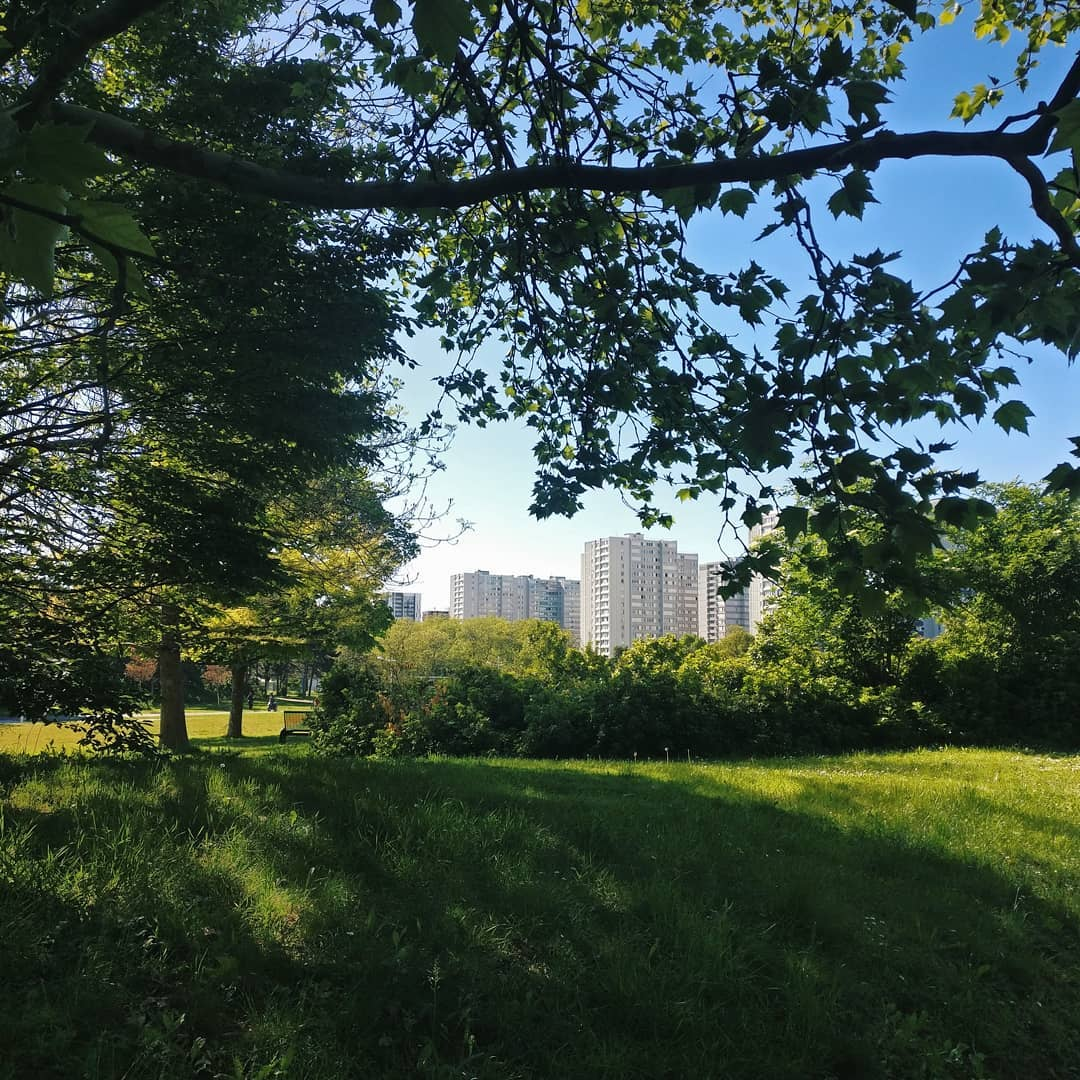
Cité Karl-Marx depuis le parc de la Bergère.

Le parc de la Bergère est aménagé de 1981 à 1990. Il est accessible par le chemin latéral de l'avenue Paul-Vaillant-Couturier à Bobigny et les berges du canal de l'Ourcq.
Il attire annuellement près de 500 000 visiteurs.
Le 5 juillet 2025, la Maison du parc reçoit le nom de la résistante algérienne Djamila Amrane-Minne.

## Équipements
En 2025 seront implantés une zone de baignade de 4500m 2 près de la Maison du Parc, et un espace multisport sur la dalle Sipperec.

## Histoire
Le parc a été partiellement réaménagé en 2021, de nouvelles entrées ont été créées, ainsi que des jeux pour enfants. Un projet de plus grande ampleur a été mis sur pause.

## Accès
Le parc est accessible par la station de métro Bobigny - Pablo Picasso sur la ligne 5 du métro de Paris. La passerelle Pierre-Simon-Girard permet d'atteindre la rue de Paris à Pantin.